# Oswald Traub
Oswald „Ossi“ Traub (* 17. November 1926 in Karlsruhe; † 17. Mai 2020 ebenda) war ein deutscher Fußballspieler.
Traub kam bereits als Achtjähriger im Mai 1935 zum VfB Mühlburg, für den er als schneller, trickreicher und konditionsstarker Stürmer (Rechtsaußen) zwischen 1947, nachdem Mühlburg in die Oberliga Süd aufgestiegen war, und 1952 in 74 Spielen 16 Treffer erzielte. Nach der Fusion mit dem KFC Phönix 1952 spielte er beim neu gegründeten Karlsruher SC noch bis 1959 und bestritt 148 Punktepartien, bei denen er 38 Tore erzielte. Insgesamt kam er in der Oberliga Süd zwischen 1947 und 1959 auf 223 Spiele und 53 Tore. Höhepunkte seiner Karriere waren der Gewinn des DFB-Pokals 1955 und 1956, im Pokalfinale 1955 avancierte er gar zum Matchwinner, als er in der 86. Minute den entscheidenden Treffer zum 3:2 erzielte.
Nach seiner Zeit beim KSC gab er noch ein Gastspiel beim 1. FC Pforzheim, zunächst in der II. Division, zuletzt in der ersten Saison 1963/64 der neu eingeführten Regionalliga Süd. Während dieser Spielzeit, in der er seinen 37. Geburtstag feierte, erzielte er in 17 Partien ein Tor.
Mehrfach stand Traub vor dem Sprung in die Nationalelf, während der Vorbereitung zur WM 1954 stand er sogar im 40er-Kader von Sepp Herberger, kam aber zu keinem Einsatz für die Nationalmannschaft.
In den Nachkriegsjahren arbeitete der von Granatsplittern verletzte gelernte Kfz-Handwerker 30 Jahre lang bei einer Bank in Karlsruhe.

## Erfolge
- DFB-Pokalsieger 1955, 1956
- Deutscher Vizemeister 1956
- Süddeutscher Meister 1958